# Vágyom egy homár után (Így jártam anyátokkal)
A Vágyom egy homár után az Így jártam anyátokkal című televízió-sorozat nyolcadik évadának kilencedik epizódja. Eredetileg 2012. december 3-án vetítették, míg Magyarországon 2013. október 21-én.
Ebben az epizódban Robin elhatározza, hogy visszaszerzi Barneyt, kerüljön bármibe. Ted lesz Marvin új dadája, de emiatt Marshall és Lily lemaradnak a fiú életének fontos pillanatairól.

## Cselekmény
Mikor Lily a bárban észreveszi, hogy Robin flörtöl Barneyval, félrehívja egy pillanatra. Robin tagadja, hogy flörtöltek volna, és elmondja neki is, amit ő mondott Barneynak, illetve amit legutóbb Barney mondott neki. Csakhogy Lily rájön, hogy ez egy klasszikus "homár-szituáció": Robin legutóbb betegre ette magát homárral, annak ellenére, hogy az orvos eltiltotta tőle, mert allergiás rá. Mivel Barney megmondta, hogy végzett vele, Robin annál inkább akarja őt, mert neki mindig az kell igazán, ami nem lehet az övé.
Robin továbbra is próbálkozik, de nem jár sikerrel. Elmondja Lilynek, hogy szerinte pontosan ugyanazt kell tennie, mint a homárral: ha még egyszer utoljára lefekszik Barneyval, akkor utána ő is túl lesz rajta. Lily szerint ez hülyeség,de benne van, hogy segítsen neki különféle trükköket bevetni a Taktikai Könyv mintájára. Egyik sem válik be, a legutolsó ötlet, miszerint Robin játssza el, hogy egy barátnőjével édeleg, pedig csúnyán felsül: Lily eleve azt akarta, hogy ő és Robin "kezdjenek ki" egymással, de ő a kolléganőjét, Brandit vette inkább rá, Barney viszont inkább Brandit választotta és vitte el. Másnap megjelenik a bárban és közli velük, hogy nem feküdt le Brandivel, sőt egész éjszaka ébren volt és gondolkodott. Rádöbbent, hogy minden, amit csinált a Quinn-nel való szakítása óta, egy segélykiáltás volt, mert azt keresi, amire igazán vágyik az életben, de még nem tudja, mi az, de rá fog jönni. Robin bűntudatot érez emiatt Barneyval szemben, hogy így viselkedett vele – de nem tudja megállni, hogy aznap este meg ne jelenjen a lakásán csábító fehérneműben azzal, hogy egy estére megadja neki, amire vágyik. Legnagyobb döbbenetére Barney közli vele, hogy már megtalálta, mi hiányzott az életéből: Patrice volt az, akivel előző este rengeteget beszélgetett, és most egy randijuk van...
Ezalatt Marshallnak és Lilynek ideiglenes dadát kell találniuk, és a kézenfekvő választás Ted lesz, hiszen az egyetemen is szünet van és a GNB székház is elkészült. Az eleinte jó ötlet tragikus lesz a szülők számára, mert lemaradnak arról, amikor Marvin először mászik, majd Ted teljesen belelovalja magát a dolgokba. Téli ruhákat vesz Marvinnak, lemondja a megbeszéléseit és még Mickeyt is meggyőzi, hogy ne jöjjön a következő hónapban sem, és szánközni viszi a fiút. Dühükben kirúgják őt, de aztán eldöntik, hogy bocsánatot kérnek, és elmennek abba az uszodába, ahová Ted íratta be Marvint. Rájönnek, hogy Ted készített egy könyvecskét Marvin "elsőiből", ahogy a Góliát Nemzeti Bank esetén is volt ilyen könyve. Ez a projekt volt Ted "gyereke", de most véget ér, és nem tudja elengedni. Marshallék segítenek neki, mert átütemezték a fejvadászt, aki segít Tednek újabb munkát találni. Ted még megemlíti, hogy elvitte Marvint megnézni a Mikulást, amivel Marshallnak és Lilynek láthatóan nincs baja, de pár évvel később, amikor a kis Pennyt bízza a gondjaikra, bosszúból ők is elviszik Ted lányát a Mikuláshoz.
Az epizódon keresztülível egy harmadik cselekményszál is. Barney leeszi ketchuppal a nyakkendőjét, amit meggyászol. Később aztán felfedezi, hogy milyen remek ötlet lehet keresztezni a partedlit a nyakkendővel, és az ötletét szabadalmaztatja.

## Kontinuitás
- Robin a Taktikai Könyv mintájára akarja elcsábítani Barneyt.
- Patrice azt mondja, hogy sütit süt a szomorú embereknek, ahogy "A Tesóeskü" című részben is.
- Az utolsó jelenetben látható az ajtó mellett az Anya sárga esernyője. Egyben ez az első jelenet a sorozatban, amelyben az Anya is – közvetetten – szerepet kap, amikor képernyőn kívül rádudál Tedre, hogy siessen.
- Lily biszexualitása ismét megmutatkozik.
- Ted lánya másodszor jelenik meg a sorozatban a "Trilógiák" című részt követően.
- Barney hasonlóan reagál a nyakkendője elvesztésére, mint az öltönyére a "Nők versus Öltönyök" című részben.
- A "Fényszimfónia" című részben is hasonló történik Robinnal, mint most: akkor kezdi el igazán érdekelni a gyerekvállalás gondolata, amikor kiderül, hogy soha nem lehet gyereke.

## Jövőbeli visszautalások
- A Góliát Nemzeti Bank épületét végül "Az utolsó oldal" című részben avatják fel.

## Érdekességek
- Az allergiás jelenetben Robin valójában nem homárt, hanem királyrákot eszik.
- Az előretekintésben Ted ujján gyűrű látható, viszont az Anyával csak 2020-ban házasodtak össze, amikor Penny már nem volt csecsemő.

## Vendégszereplők
- Cornelius Peter – doktor
- Ellen D. Williams – Patrice
- Chelan Harrison – Brandi

## Fordítás
- Ez a szócikk részben vagy egészben  a   Lobster Crawl című angol Wikipédia-szócikk ezen változatának fordításán alapul.  Az eredeti cikk szerkesztőit annak laptörténete sorolja fel. Ez a jelzés csupán a megfogalmazás eredetét és a szerzői jogokat jelzi, nem szolgál a cikkben szereplő információk forrásmegjelöléseként.